# Valašská Polanka
Valašská Polanka település Csehországban, Vsetíni járásban. Valašská Polanka Lužná, Hovězí, Prlov, Leskovec és Seninka településekkel határos. Lakosainak száma 1477 fő (2024. január 1.).

## Népesség
A település lakosságának változását az alábbi diagram mutatja:
| Lakosok száma | 716  | 786  | 889  | 1227 | 1212 | 1356 | 1404 | 1433 | 1409 | 1477 |
|               | 1869 | 1900 | 1921 | 1961 | 1980 | 2011 | 2016 | 2019 | 2021 | 2024 |